# Rugosana consora
Rugosana consora är en insektsart som beskrevs av Delong och Freytag 1964. Rugosana consora ingår i släktet Rugosana och familjen dvärgstritar. Inga underarter finns listade i Catalogue of Life.